# Hrib (Preddvor)
Hrib is een plaats in Slovenië en maakt deel uit van de gemeente Preddvor. De plaats telde 63 inwoners op 1 januari 2020.